# Play On
Play On es el tercer álbum de estudio de la cantante estadounidense country Carrie Underwood. Fue lanzado el 3 de noviembre de 2009 en los Estados Unidos y en el resto del mundo al siguiente día.
El álbum debutó en el número uno en el Billboard Hot 200 con una venta de 318,000 copias en su primera semana; fue calificado como la mayor venta en su primera semana de una mujer en 2009, este título fue tomado por Susan Boyle unas cuantas semanas después. Es su Segundo álbum en debutar en el número uno en el Billboard 200, y su tercer álbum en debutar en el número uno de Billboard Top Country Albums. Play On subió al número 19 en la lista de Billboard de fin de año.
Hasta diciembre de 2011, el álbum vendió más de 2,100,000 copias en los Estados Unidos, haciendo de Play On el tercer álbum de Underwood en vender más de dos millones de copias. Play On fue certificado 2x Platino por la RIAA, Platino por la CRIA y Oro por la ARIA.
El álbum produjo tres sencillos número uno consecutivos. El primer sencillo, “Cowboy Casanova”, fue lanzado a las radios de country el 14 de septiembre de 2009,  y fue certificado Platino por la RIAA. El segundo sencillo, “Temporary Home”, fue lanzado a las radios el 14 de diciembre de 2009 y fue certificado Oro. El tercer sencillo, “Undo It”, fue lanzado a las radios el 24 de mayo de 2009, y fue certificado Platino. El cuarto sencillo, "Mama's Song", fue lanzado oficialmente a la radio el 13 de septiembre de 2010.
En diciembre de 2010, el álbum entró en las listas de fin de año de Billboard, entrando en el número cuatro de las canciones Country, y número doce en Billboard 200.

## Antecedentes y promoción del álbum
El álbum iba a incluir originalmente canciones que Underwood escribió con Ne-Yo, entre las canciones se encontraban “Look At Me” y “Mama’s Song”. El 16 de octubre de 2009, Underwood hizo una aparición promocional en Singapur, promocionando su próximo álbum al público asiático. El álbum fue lanzado el 2 de noviembre de 2009 en Singapor y al siguiente día en los Estados Unidos. Underwood cantó en Te Late Show with David Letterman el 2 de noviembre, dio un concierto especial al aire libre en el Lincoln Center para Good Morning America, y terminó su semana de promoción visitando Live with Regis and Kelly el 5 de noviembre. Underwood también dio un concierto al aire libre para Good Morning America en el Sommet Center en Nashville, Tennessee el 11 de noviembre de 2009, con Brad Paisley.
El 16 de noviembre de 2009, Undewood interpretó el segundo sencillo de su álbum ‘’Temporary Home’’ en The Tonight Show with Conan O’ Brien.

## Recepción de la crítica
El álbum recibió críticas mixtas. Stephen Thomas Erlewine de Allmusic le dio al álbum un puntaje de 2.5 estrellas de 5. Él dijo que “Carrie sigue siendo una cantante de country pop normal, puede interpretar una canción con el alma pero cada vez se inclina más hacia el pop. “Cowboy Casanova” es una canción country con melodías mid-tempo lo que la convierte en la canción principal de este álbum”. Leah Greenblatt le dio al álbum una B en Entertainment Weekly, diciendo “Por más que sea vagamente insultante decir que es algo típico en los ganadores de Idol, es sin más decir, con tres álbumes, que Underwood es una de las artistas típicas de Idol, una gran voz con álbumes excelentes, pero en algunas canciones su voz queda vacía”. Sean Daly de St. Petersburg Times argumentó que “Play On es el álbum más débil de la cantante hasta la fecha, pero que aun así, se venderá como pan caliente”. Daly dijo que “Cowboy Casanova”, “co-escrita por el amigo de 50 Cent Mike Elizondo, suena como una mezcla de “Before He Cheats” y “Last Name”. Daly también elogió el tema “Someday When I Stop Loving You”. El djo que “es demasiado buena, una mezcla de las canciones de los 70 con el gran sonido de las canciones antiguas de Chicago.  
Blake Boldt de 9513 (de la música country) de dio al álbum 3 estrellas de 5. Diciendo: “El tercer álbum de Underwood, ‘’Play On’’, se destaca por “Cowboy Casanova”, una oda a las canciones rock con una mezcla del clásico country pop de la ganadora de American Idol. Lo mejor de Underwood es que ella puede contar una historia completa en tan solo 3 minutos y medio, y eso se pudo ver claramente en sus pervios sencillos como “All-American Girl”, “Before He Cheats” y el sencillo de este álbum “Cowboy Casanova”. Sostuvo que “la canción más fuerte del álbum es “’’When I Stop Loving You’’”, con un sonido burdo acompañado finamente por su delicada voz y actuación, mientras que “What Can I Say”, una colaboración con el trío Sons Of Silvia, es una simple y elegante declaración de anhelo”. “Play On es un álbum maravillosamente hecho, con unas cuantas canciones flojas pero contiene canciones que dan balance a Play On”.

### Premios y nominaciones
El álbum fue nominado para el Álbum del Año en la 45° edición de los Academy of Cuntry Music Awards. También fue nominado en los Teen Choice Awards en el 2010 y en la N° 44 edición de los Country Music Association Awards. Sin embargo, ganó en la primera edición de los American Country Awards y en los American Music Awards el 2010.

## Sencillos
“Cowboy Casanova” fue el sencillo principal del álbum. Fue lanzado el 14 de septiembre de 2009, dos meses antes del lanzamiento del álbum. Debutó en Hot Country Songs en el número 26, el quinto debut más grande hecho por una artista femenina en el conteo. Eventualmente subió de posiciones hasta que logró llegar al número uno en la semana del 21 de noviembre de 2009. También subió hasta el número 11 en el Billboard Hot 100, convirtiéndose en la subida más rápida en toda la carrera de Underwood; también es el sencillo que subió más rápido en el 2009 dentro del género Country. El video musical de la canción fue lanzado en octubre del 2009.
“Temporary Home”, el segundo sencillo, fue lanzado a las radios el 14 de diciembre de 2009. La canción recibió muchas maneras de promoción, incluyendo una actuación en The Late Show with David Letterman, el especial de televisión “A Home For The Holidays”, su actuación en los CM y en su gira. La canción llegó al número uno en la lista de las ‘’Hot Country Songs’’ convirtiéndose en su noveno número uno en el conteo. También subió hasta el número 41 en el Billboard Hot 100. El video de la canción fue lanzado en febrero del 2010.
El tercer sencillo “Undo It”, fue lanzado el 24 de mayo de 2010. Underwood interpret la canción en la final de American Idol y en los CMT Music Awards. La canción subió hasta el número 23 en el Hot 100, dándole a Underwood su undécimo Top 40. “Undo It” fue nominado en los 2010 Teen Choice Awards en la categoría “Choice Country Song”.
El cuarto y último sencillo del álbum, “Mama’s Song”, fue oficialmente lanzado a las radios el 13 de septiembre de 2010. Underwood anunció esto en una entrevista luego de su actuación en The Today Show en NBC el 30 de julio. El video de la canción se estrenó en VEVO el 24 de septiembre de 2010.
| Año  | Canción           | Posición más alta | Posición más alta | Posición más alta |
| Año  | Canción           | US Country        | US                | CAN               |
| ---- | ----------------- | ----------------- | ----------------- | ----------------- |
| 2009 | "Cowboy Casanova" | 1                 | 11                | 16                |
| 2009 | "Temporary Home"  | 1                 | 41                | 65                |
| 2010 | "Undo It"         | 1                 | 23                | 43                |
| 2010 | "Mama's Song"     | 2                 | 56                | 68                |

## Lista de canciones
| Play On |                                          |                                                           |          |  |
| N.º     | Título                                   | Escritor(es)                                              | Duración |  |
| 1.      | «Cowboy Casanova»                        | Underwood, Mike Elizondo, Brett James                     | 3:56     |  |
| 2.      | «Quitter»                                | Max Martin, Shellback, Savan Kotecha                      | 3:40     |  |
| 3.      | «Mama’s Song»                            | Underwood, Kara DioGuardi, Martin Frederiksen, Luke Laird | 4:00     |  |
| 4.      | «Change»                                 | Underwood, Katrina Elam, Josh Kear, Chris Tompkins        | 3:12     |  |
| 5.      | «Undo It»                                | Underwood, DioGuardi, Frederiksen, Laird                  | 2:57     |  |
| 6.      | «Someday When I Stop Loving You»         | Hilary Lindsey, Steve McEwan, Gordie Sampson              | 4:02     |  |
| 7.      | «Songs Like This»                        | Marty Dodson, Jerry Flowers, Tom Shapiro                  | 2:37     |  |
| 8.      | «Temporary Home»                         | Underwood, Laird, Zac Maloy                               | 4:28     |  |
| 9.      | «This Time»                              | Lindsey, McEwan, Sampson                                  | 3:51     |  |
| 10.     | «Look At Me»                             | Jim Collins, Paul Overstreet                              | 3:15     |  |
| 11.     | «Unapologize»                            | Underwood, Lindsey, Raine Maida, Chantal Kreviazuk        | 4:36     |  |
| 12.     | «What Can I Say (Feat. Sons of Sylvia) » | Underwood, David Hodges, McEwan                           | 3:57     |  |
| 13.     | «Play On»                                | Underwood, Natalie Hemby, Laird                           | 3:41     |  |